# シーナカリンウィロート大学附属プラサーンミット高等学校

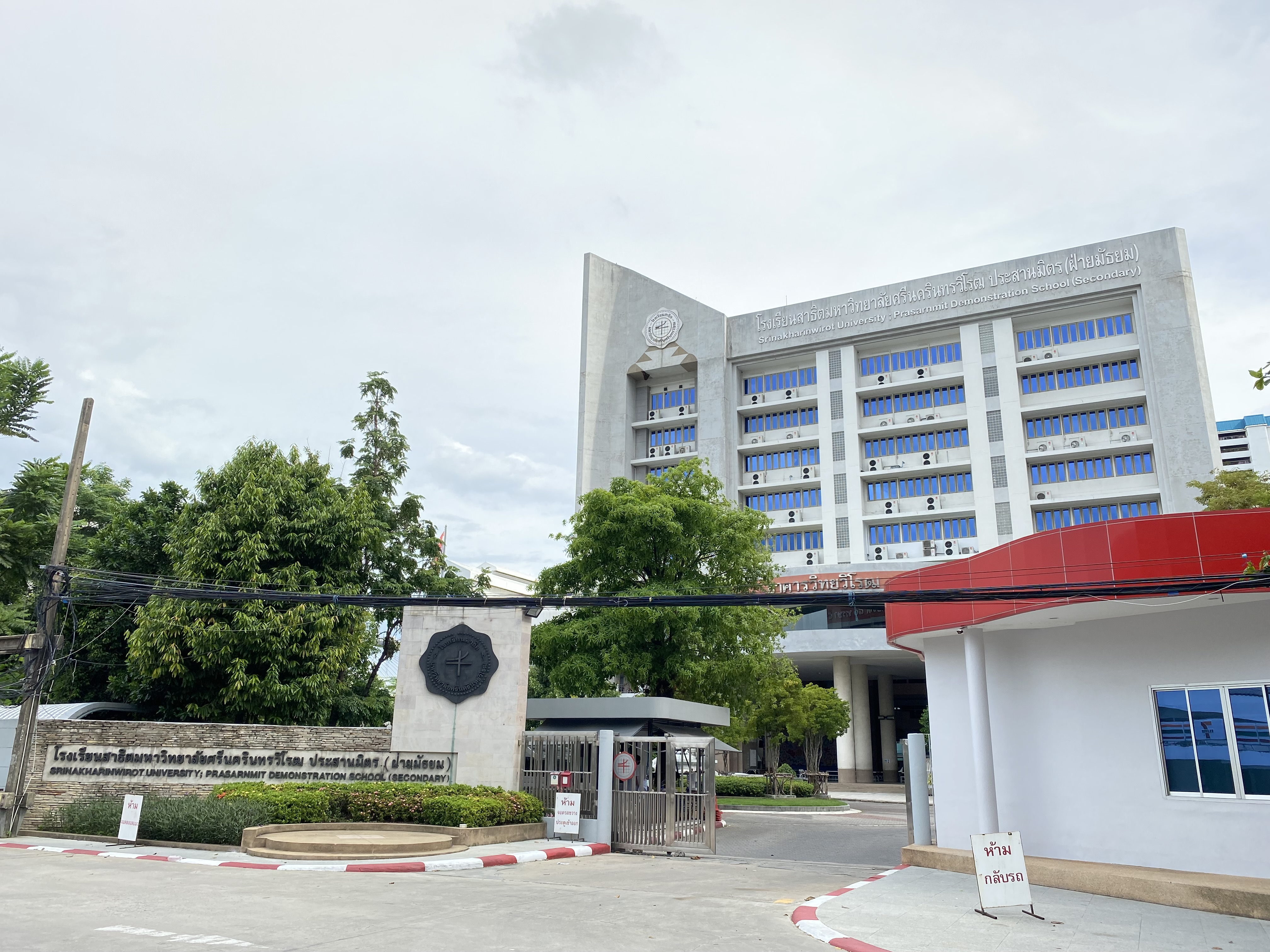
シーナカリンウィロート大学附属プラサーンミット高等学校

シーナカリンウィロート大学附属プラサーンミット高等学校（タイ語：โรงเรียนสาธิตมหาวิทยาลัยศรีนครินทรวิโรฒ ประสานมิตร、英語：Srinakharinwirot University Prasarnmit Demonstration Secondary School）は、タイ王国のバンコク都ワッタナー区に所在する高等学校であり、シーナカリンウィロート大学の附属学校の1つ。

## 著名な卒業生

### 芸能
- アタパン・プーンサワット 俳優、司会者、歌手。
- チャーリダー・ウィチットウオントーン 女優。